# Consolle (organo)

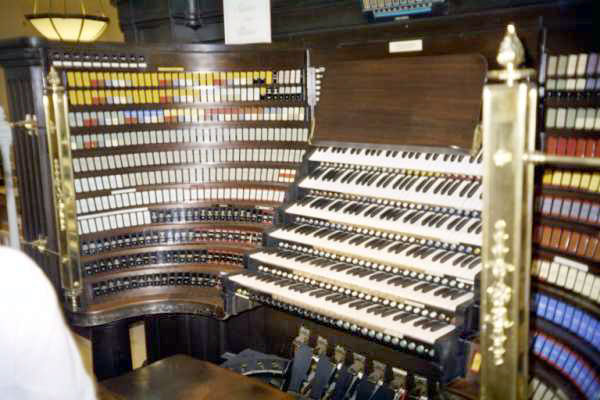
La consolle del Wanamaker Grand Court Organ nei grandi magazzini Macy (ex-Wanamaker) a Filadelfia, con sei manuali e registri con codice colore

La consolle (da pronunciarsi /kon'sɔlle/, dal francese console) è l'insieme dei manuali, della pedaliera, delle staffe, dei comandi di registro, dei pedaletti e dei pistoncini, il tutto a disposizione di un organista.
I comandi dell'organo si trovano generalmente sotto il prospetto di facciata in posizione centrale rispetto alla visione simmetrica dello strumento, ma in alcuni esemplari, soprattutto nella seconda metà del '900, grazie all'ausilio dell'elettrotecnica e dell'elettronica successivamente, sono posti in una consolle che può trovarsi anche a notevole distanza dai somieri e dalle canne. Non sono rari gli organi che possono essere comandati da più di una consolle, soprattutto per esigenze liturgiche o per la presenza del coro.

## Componenti e caratteristiche

### Tastiere
La seduta riservata all'esecutore, l'organista, deve essere ampia e ben solida, a volte regolabile in altezza: sono importanti i movimenti anche delle gambe e la posizione stessa dipende dall'impostazione e dall'uso delle diverse tastiere (manuali e pedaliera).

#### Manuali
Dal basso verso l'alto, i manuali comandano, rispettivamente, i seguenti corpi sonori:
- il primo, il Positivo;
- il secondo, il Grand'Organo;
- il terzo, l'Espressivo;
- il quarto, il Solo;
- il quinto, l'Eco.[3]

In alcuni organi, specialmente francesi, il terzo o il quarto manuale è dedicato alla Bombarda, composto di soli registri di bombarda di varie altezze.
Per consuetudine ciascuna tastiera prende poi il nome del corpo sonoro corrispondente.

#### Pedaliera
È una tastiera azionata con i piedi e, comunerete, utilizzata per suonare la parte più grave di un pezzo. Ne esistono di varie specie, le cui più usate sono:
- Concavo-radiale (specifiche AGO);
- Concavo-parallela (specifiche BDO);
- Concavo-radiale (specifiche BDO).

### Registri

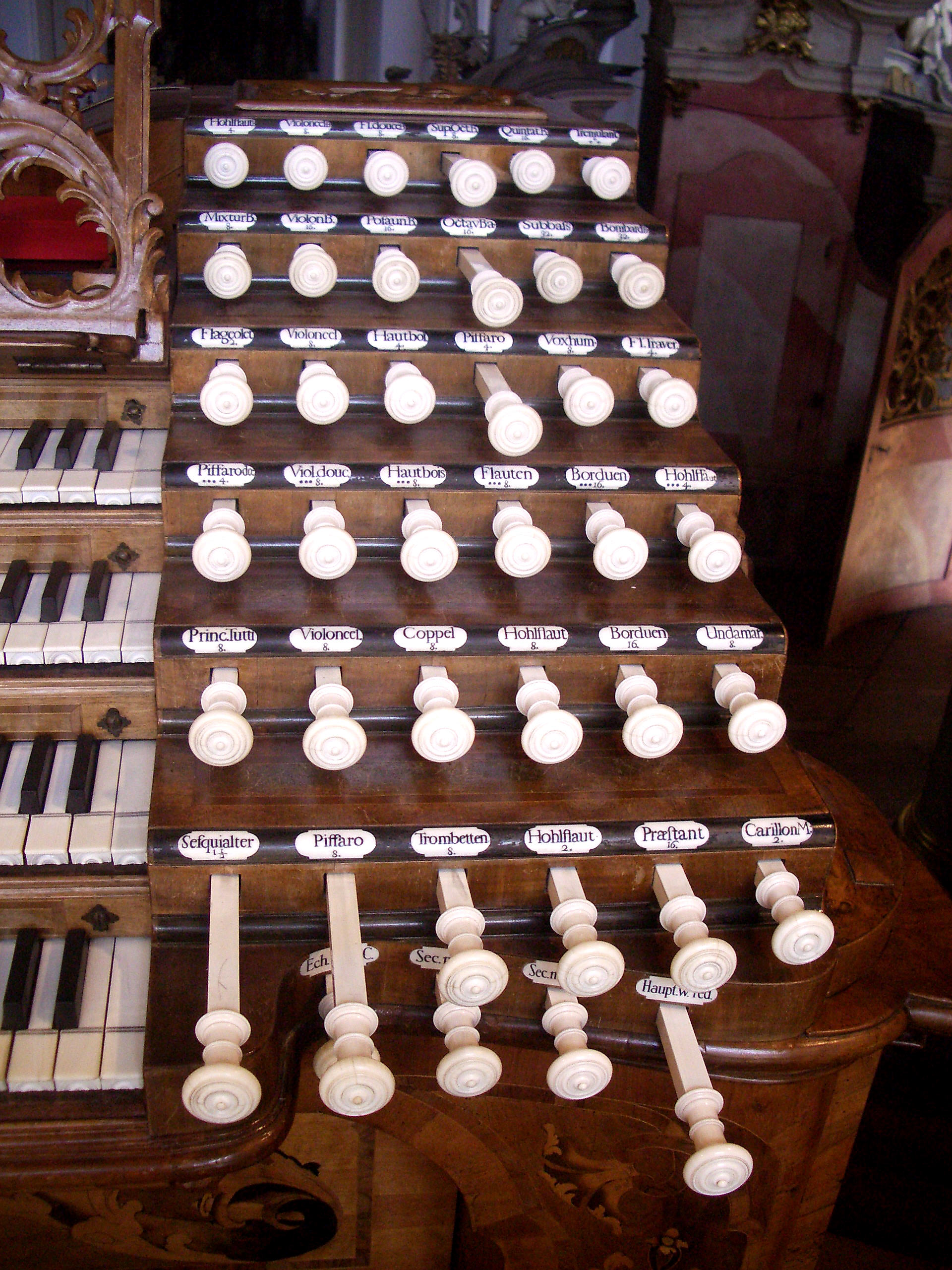
Pomelli a tiro che comandano i registri dell'organo Gabler di Weingarten

Le diverse file di canne che si vogliono far suonare vengono selezionate attraverso i comandi dei registri, in genere costituiti da pomelli a tiro. Questi vengono impiegati dall'organista per variare il timbro dello strumento in parte secondo le indicazioni della partitura, molto spesso secondo le circostanze e la personale sensibilità. L'insieme di registri di un organo, riferito alla loro appartenenza in confronto ai vari manuali e alla pedaliera, si chiama disposizione fonica.
Il numero che viene indicato accanto al nome del registro indica la lunghezza in piedi del Do più basso – un registro di otto piedi (8') – suona all'ottava reale, uno di 16' una sotto, uno di quattro una sopra quella reale, uno di 2' due sopra e via dicendo), o meglio di una canna aperta che produca un suono corrispondente a tale nota. Per registro di 8', qualunque sia la tipologia timbrica, si intende che il La di riferimento, usualmente preso in considerazione come campione di 440 Hz, in un organo si identifica al La3 (il terzo "la" della tastiera partendo dalla parte sinistra "grave").
Spesso i registri fanno suonare contemporaneamente più canne di altezza diversa, combinate secondo la serie degli armonici naturali: questo permette di ottenere diversi timbri, risultanti dalla combinazione di file, senza la necessità di costruire ulteriori file di canne. Il registro di ripieno può essere, ad esempio, composto da due a quindici file.
Registri particolari sono quelli detti violeggianti, che imitano gli archi orchestrali e i registri oscillanti (come la voce umana, la voce celeste e l'unda maris), ossia registri in cui suonano contemporaneamente una fila di canne intonata correttamente e l'altra leggermente crescente o calante. Il suono ricavato è molto suggestivo e vuole emulare un coro o un'orchestra d'archi.
In alcuni organi troviamo anche registri detti accessori, cioè registri volti a creare effetti, come per esempio l'usignolo, la superottava e la subottava, che uniscono la corrispettiva ottava alta o bassa della nota premuta. Altri registri accessori sono anche le campane, le campane tubolari, i campanelli, il tuono e i timpani (sono canne di legno che producono delle vibrazioni simili al rullo di un timpano). In alcuni organi sono presenti anche i piatti, la grancassa e il rullante (denominato anche rollo o rullo).
Può essere considerato "accessorio" anche un sistema che muove la colonna d'aria di un numero di "sbalzi" e oscillazioni regolari, detto "tremolo" o "tremolante". Detto accessorio conferisce una suggestiva "ondulazione" al registro che si sta utilizzando.

### Staffe

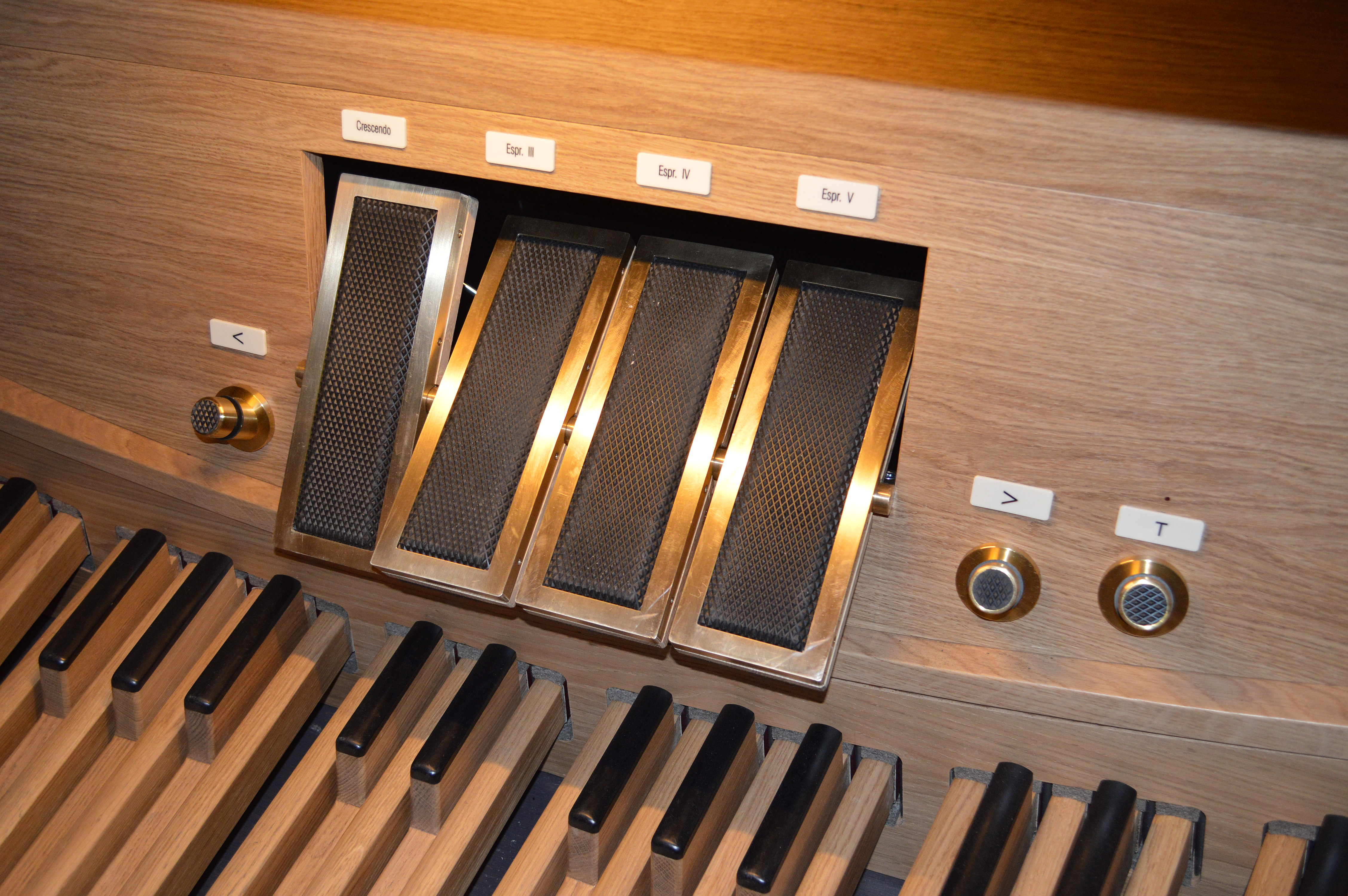
Le staffe del Crescendo (all'estrema sinistra) e delle Espressioni (le tre a destra), con ai lati i pedaletti

In alcuni organi, in prossimità dei pedali, si possono trovare staffe che permettano di regolare il "Crescendo" e l'"Espressione" per uno o più manuali. Ora vengono utilizzati, per i "crescendo" anche delle staffe a rullo, ovvero che agiscono quando vengono ruotate con lo strofinamento della pianta del piede su di esse.

#### Crescendo
La staffa del "crescendo" attiva, ad ogni cambio di posizione, un numero crescente di registri, creando quindi un effetto di crescendo rossiniano.
Negli ultimi organi a trasmissione elettronica, a volte il crescendo può essere impostato direttamente dall'organista.

#### Espressione
La staffa dell'espressione apre o chiude le gelosie di una cassa contenente canne. Ovviamente con la cassa aperta, il suono sarà più forte. Ciascun manuale può disporre di una staffa dedicata eccetto il Grand'organo.
Per nascondere la cassa, si ricorre solitamente a due artifici: o la si inserisce dietro alle canne degli altri registri (rendendo però difficoltoso raggiungere le canne al suo interno) o dietro a una fila di canne finte. Nella storia organaria si è però ricorsi anche ad altri espedienti: ad esempio, è stata utilizzata a scopo di cassa espressiva (o "griglia espressiva") la pala d'altare. Quindi, quando l'organista apre la griglia espressiva, come per magia la pala si apre, mostrando le canne che sono state nascoste dietro.

### Unioni
La presenza di diversi registri sui vari manuali presenti nello strumento ha posto la necessità delle unioni, che permettono di aggiungere al suono risultante i registri presenti su un altro manuale. Sono inoltre presenti unioni anche tra i manuali e il pedale. L'unione non va confusa con la terza mano: con l'unione si accoppiano i registri di tastiere diverse (o del pedale) ovvero si sommano i suoni ma il tasto che rimane premuto è solo uno. Tramite la terza mano, invece, al tasto premuto dal dito dell'organista si aggiunge il tasto premuto in automatico dal meccanismo (tasto collegato, di un'ottava sopra, a quello abbassato dal dito).
Negli organi a trasmissione elettrica/elettronica per aumentare la "resa sonora" sono state introdotte anche le unioni in derivazione, ovvero unioni che su uno stesso o un altro manuale accoppia la nota con quella dell'ottava superiore e/o inferiore. Queste vengono comunemente dette "superottava" e "subottava" se rispettivamente uniscono un'ottava alta o bassa. Sempre in questo tipo di organo esiste inoltre anche la funzioni di pedale automatico. Quando attivato la "forza" dei registri presenti al pedale viene automaticamente dosata relativamente al manuale che si sta suonando ed ai registri inseriti su di esso.

### Accessori
Negli organi italiani a trasmissione meccanica l'inserimento di tutti i registri di ripieno veniva chiamato "tiratutti", ed era una leva che effettivamente apriva tutti e soli i registri che compongono il ripieno (solitamente della famiglia del principale). Se l'organo era di grandi dimensioni questa operazione richiedeva una discreta forza fisica.
In quelli lombardi era invece presente la "combinazione libera alla lombarda" detta anche "combinazione preparata". Si potevano preselezionare dei registri, e premendo un pedale, questi venivano inseriti o disinseriti automaticamente.
Ulteriori accessori sono i pedaletti; la loro pressione provoca l'inserimento/disinserimento di un preciso tipo di strumento, ad esempio "fondi", "ance", "archi", ecc.
Negli organi più moderni a trasmissione non meccanica è usuale trovare i pistoncini, ovvero dei pulsanti che si trovano solitamente al di sotto delle tastiere che, se premuti, inseriscono o levano determinati registri preimpostati, alcuni fissi (combinazioni fisse) e altri liberamente impostabili (aggiustabili).

## Galleria d'immagini

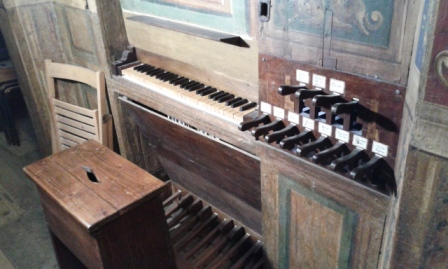
Organo Testa della basilica di Santa Maria in Trastevere a Roma (1702)
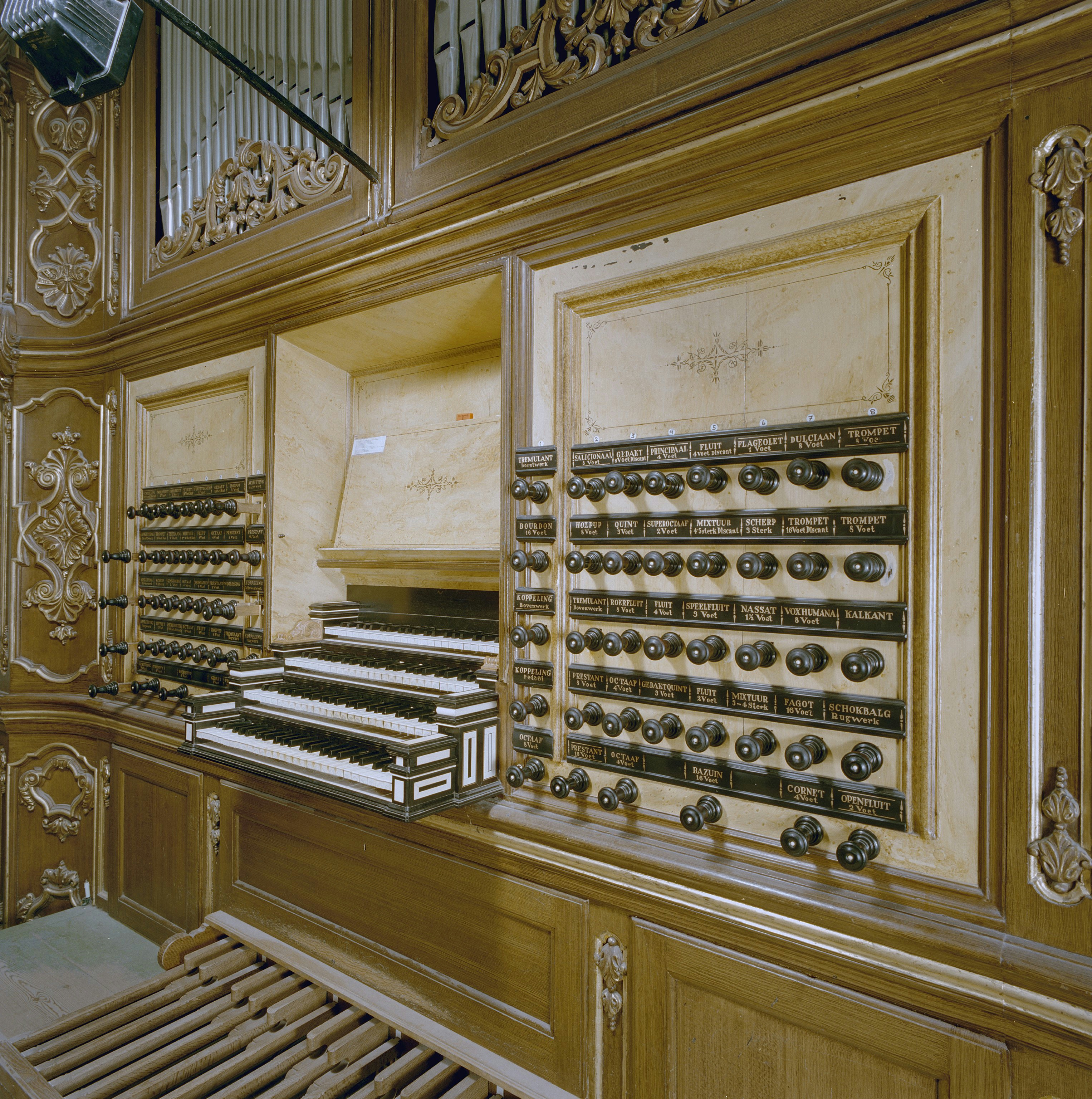
Consolle Hinsz dell'organo maggiore della Chiesa Superiore di Kampen (1790)
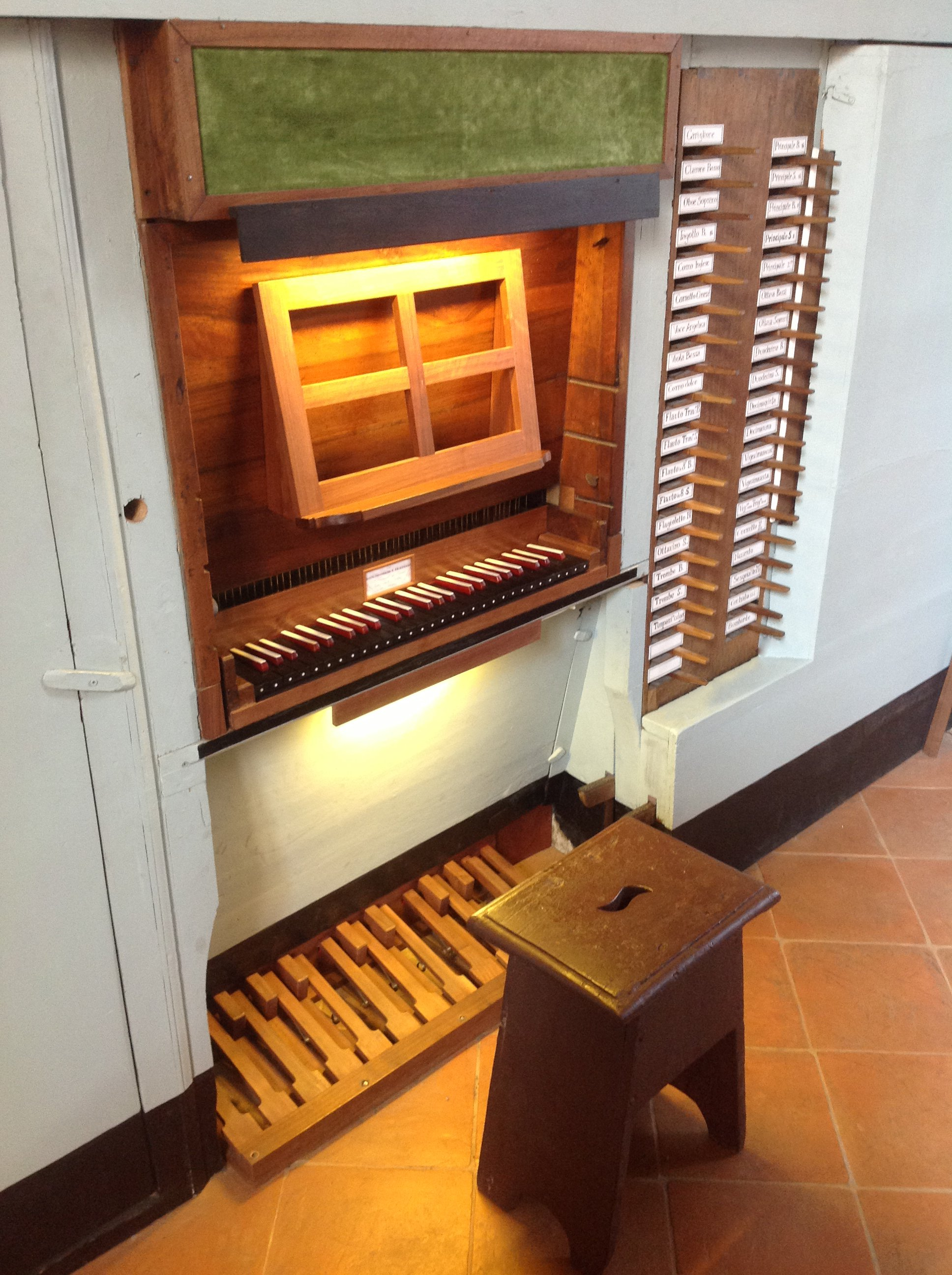
Consolle dell'organo Agati della collegiata di San Martino a Sinalunga (1843)
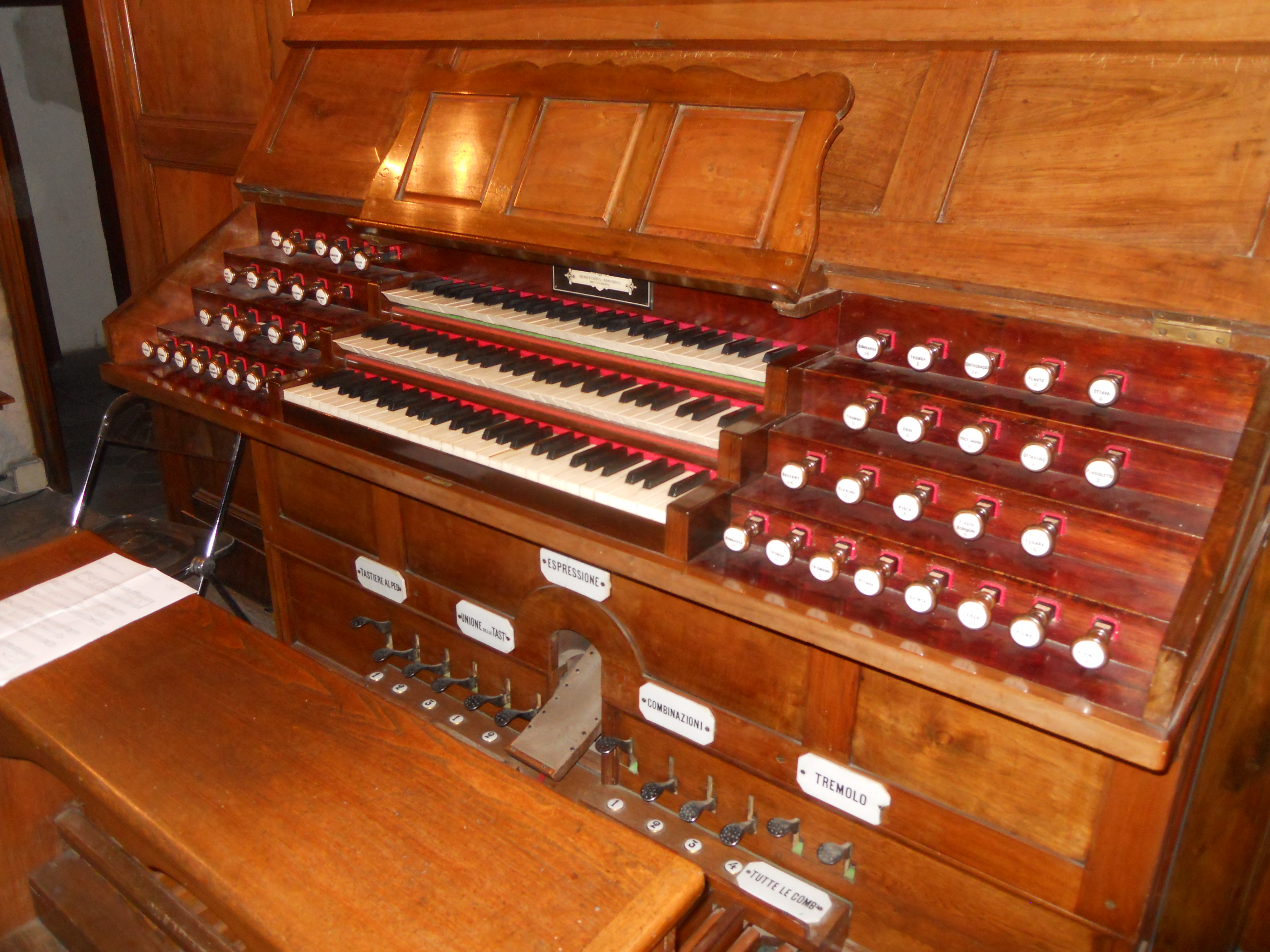
Consolle dell'organo Morettini a tre manuali della Basilica di San Giovanni in Laterano in Roma (1886)
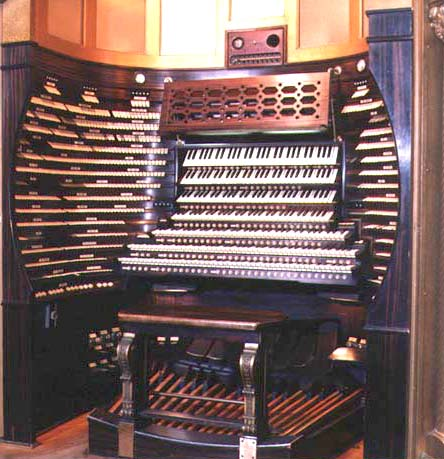
Consolle dell'organo del Boardwalk Hall Auditorium ad Atlantic City (1932)
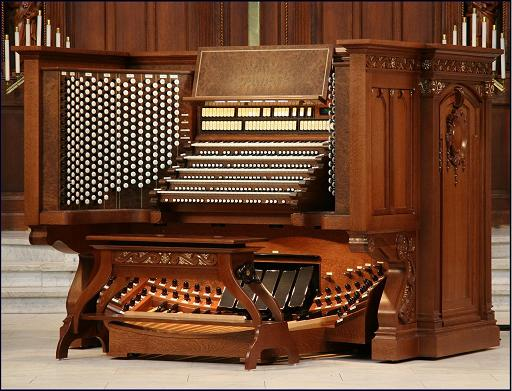
Consolle dell'organo Moller della Naval Academy Chapel di Annapolis (1951)
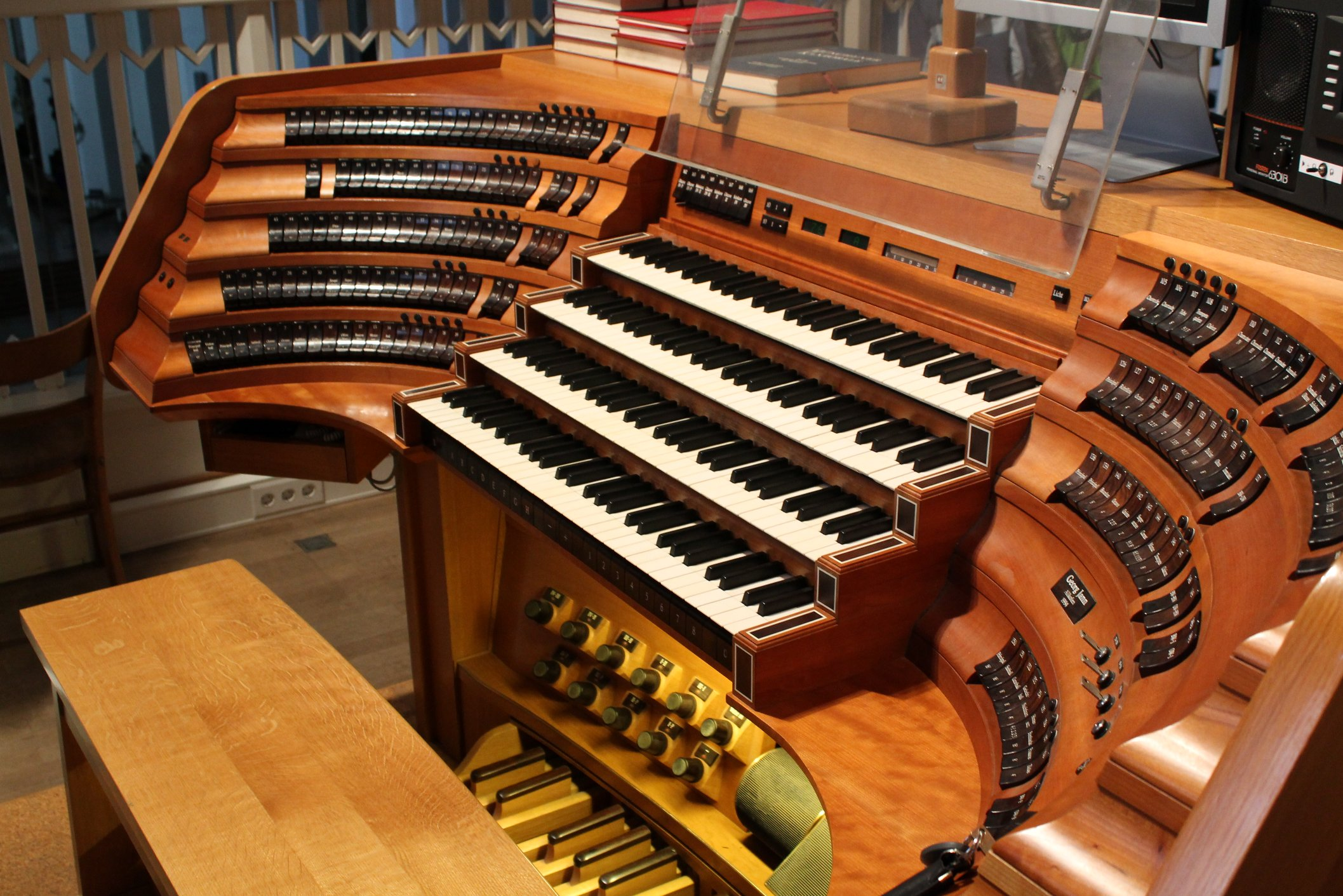
Consolle dell'organo maggiore Jann della Frauenkirche di Monaco di Baviera (1994)